# Gręplarnia

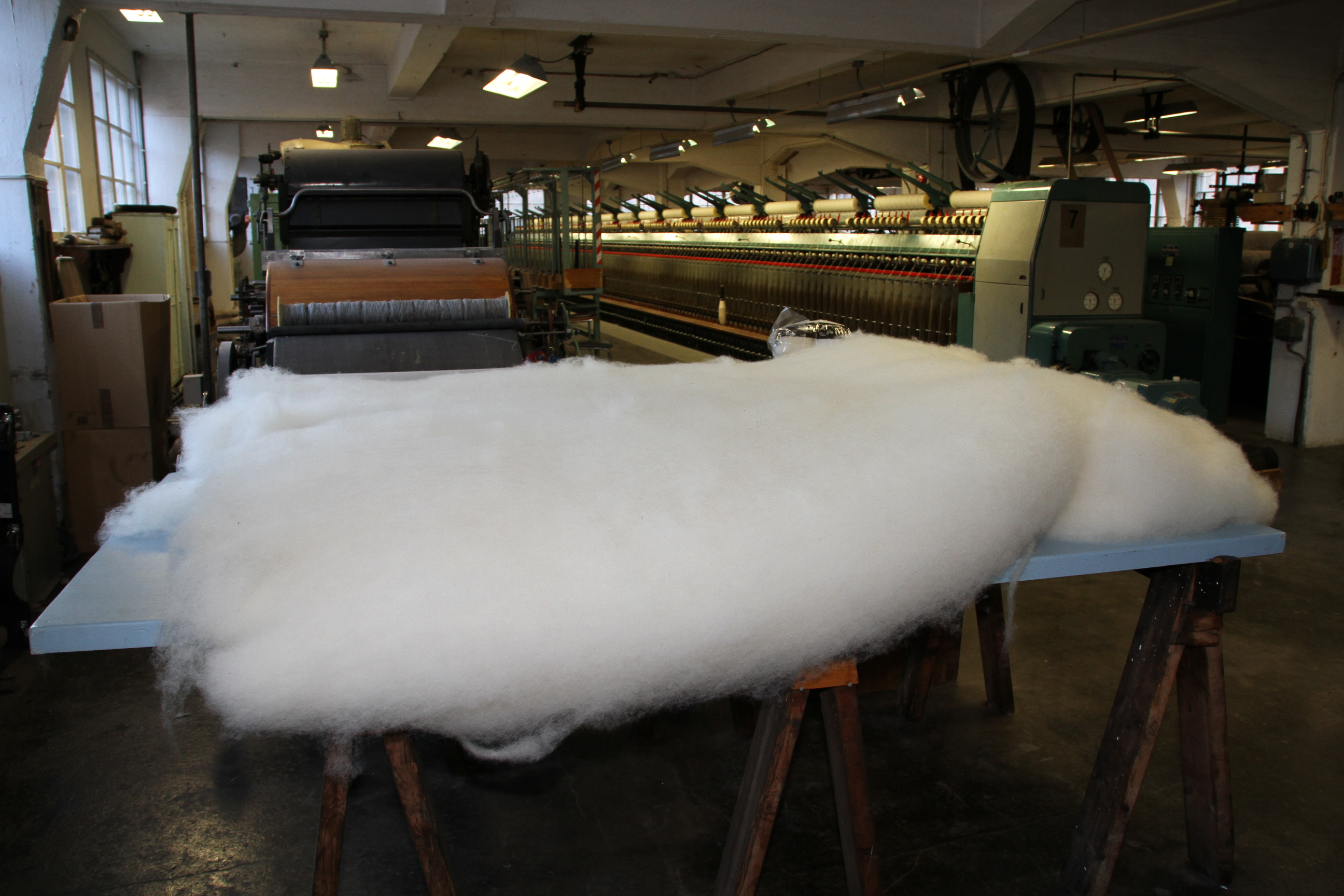
Wełna po procesie gręplenia

Gręplarnia – zakład lub dział fabryki włókienniczej, w którym odbywa się gręplowanie. Gręplowanie, nazywane też czochraniem lub zgrzebleniem, pierwszy etap przy obróbce wełny, polegający na rozplątywaniu włókien wełny.